# 韓国鉄道7100形ディーゼル機関車
7100形ディーゼル機関車（7100がたでぃーぜるきかんしゃ）は、韓国鉄道公社  の旅客・貨物列車牽引用の電気式ディーゼル機関車である。韓国では特大型と分類されることもある。主要幹線の高速化にあわせ、アメリカの借款を通して1971年から韓国に合計90両が輸出され、現在39両が運用中である。一部の車両 (7171 - 7180) には総括制御機能が追加された。

## 技術的仕様
製造元のEMDにおけるモデル名はGT26CW-1である。アメリカでは主に中・短距離の貨物用に設計された機関車を、韓国内で高速旅客用に適合するように仕様変更されて導入された。
2ストローク160リットル級16気筒V型ターボディーゼルエンジンを備え、3000馬力の出力を出し、主電動機の構成は2個直列3並列で起動して、50～60km/hから6個並列回路に遷移する。ゆえにこの速度域で回路のつなぎ替えによる衝撃が生じることが特徴である。
台車の車軸配列は典型的なC-C軸となっている。計器盤は右側に直角に設置されているために、視野が制限され、機関助士が必ず同乗しなければならない。

## 登場作品
大韓民国で製作されたアニメーション『ロボカ―ポリー』ではこの車両をモデルとしたトリノという名前のキャラクターが登場しているが、車軸配置がB'o-B'oになっている、車輪にロッドが付いている等、実車と異なる部分が幾つか見受けられる。